# Anton von Doblhoff-Dier
Anton Freiherr von Doblhoff-Dier (ur. 10 listopada 1800 w Gorycji, zm. 16 kwietnia 1872 w Wiedniu) – polityk austriacki, premier Cesarstwa Austriackiego.

## Życiorys
Ukończył gimnazjum a następnie studia prawnicze na Uniwersytecie Wiedeńskim (1825). Po studiach pracował w latach 1826–1836 jako urzędnik w prokuraturze, a następnie w administracji Dolnej Austrii. Od 1836 zarządzał ordynacją rodzinną Weikersdorf położoną w powiecie Baden (Dolna Austria), od 1847 jako II baron von Doblhoff-Dier. 
Polityk liberalny, był członkiem sejmu stanowego Dolnej Austrii w latach 1839–1848. Czynny w okresie Wiosny Ludów. Bardzo popularny w Wiedniu i swym okręgu wyborczym. Był posłem do parlamentu austriackiego (10 lipca 1848–15 stycznia 1849), wybranym z Dolnej Austrii, w okręgu wyborczym nr 2 (mniejsze miasta). W tym okresie był ministrem handlu (7 maja–18 lipca 1848) w gabinecie Franza Pillersdorfa, a potem przejściowo premierem (8–18 lipca 1848). Po jego odwołaniu przez parlament premierem został Johann Philipp von Wessenberg, w rządzie którego pełnił funkcję ministrem spraw wewnętrznych oraz kultury i edukacji (18 lipca–20 lipca 1848). W parlamencie członek Klubu Centrum, z ramienia którego pełnił funkcję 1. wiceprzewodniczącego (20 grudnia 1848–15 stycznia 1849). Opowiedział się po stronie monarchii w okresie jej sporów z Węgrami — uważając ich postępowanie za niewłaściwe i szkodliwe dla państwa. Zrezygnował z funkcji i mandatu poselskiego po otrzymaniu nominacji cesarskiej na posła austriackiego w Hadze, którą funkcję pełnił w latach 1849–1858. W latach 1859–1872 był prezesem towarzystwa Kolei Państwowych (Staats-Eisenbahn-Gesellschaft). W latach 1861–1867 członek sejmu krajowego Dolnej Austrii. Poseł do austriackiej Rady Państwa I kadencji (29 kwietnia 1861–20 września 1865), wybrany z Dolnej Austrii, w kurii IV (gmin wiejskich) w okręgu wyborczym Hietzing. W parlamencie był najpierw członkiem Klubu Partii Austriackiej (1861-1863) a następnie Klubu Lewicy (1863–1865). Od 1 kwietnia 1867 był dożywotnim członkiem austriackiej Izby Panów, w której od 11 grudnia 1869 do 21 maja 1870 pełnił funkcję 2 wiceprezesa. 
Był aktywnym działaczem społecznym, od 1838 członkiem, a w latach 1868-1869 prezesem c. k. Towarzystwa Rolniczego w Wiedniu (k. k. Landwirtschaftsgesellschaft in Wien). Współzałożyciel i od 1839 działacz Stowarzyszenia Handlowego Dolnej Austrii (Niederösterreische Gewerbevereins) oraz od 1841 stowarzyszenia wiedeńskich prawników. Był także od 1850 autorem tekstów o problematyce rolniczej. Najbardziej jego znaną pracą jest  Ueber die Drainage, ein Beitrag zur wissenschaftlichen Begründung und zur praktischen Ausführung dieses Systems andauernder Bodenverbesserung und vermehrten Pflanzenbaues, Leipzig 1851. Członek-korespondent Galicyjskiego Towarzystwa Gospodarskiego we Lwowie (1846-1872). 